# Traunfeld (Gemeinde Hochleithen)
Traunfeld ist ein Ort in der Gemeinde Hochleithen im Bezirk Mistelbach in Niederösterreich.

## Geografie
Das Grabendorf liegt entlang eines Zuflusses des Rußbaches im Nordwesten des Hochleithenwaldes.

## Geschichte
Laut Adressbuch von Österreich waren im Jahr 1938 in der Ortsgemeinde Traunfeld ein Bäcker, ein Fleischer, ein Friseur, zwei Fuhrwerker, ein Gastwirt, zwei Gemischtwarenhändler, ein Maler, zwei Marktfahrer, ein Maurermeister, ein Obst- und Gemüsehändler, ein Schmied, ein Schneider und eine Schneiderin, zwei Schuster, zwei Tischler, ein Viktualienhändler, ein Wagner, ein Zementwarenerzeuger und mehrere Landwirte ansässig.

## Bebauung
Die Verbauung ist uneinheitlich, vorherrschend offen, eingeschoßig traufständig, mit Gassenfronthäusern mit Vorgärten.

## Öffentliche Einrichtungen
In Traunfeld befindet sich ein Kindergarten und eine Volksschule.

## Kultur und Sehenswürdigkeiten
- In der Ortsmitte steht die Katholische Pfarrkirche Traunfeld hl. Johannes Nepomuk.

## Persönlichkeiten
Die Schauspieler Kurt Sowinetz und Bibiana Zeller besaßen Zweitwohnsitze in Traunfeld.